# Aaron Spears (Musiker)
Aaron Darnell Spears (* 26. Oktober 1976 in Washington, D.C.; † 30. Oktober 2023) war ein US-amerikanischer Schlagzeuger. Er war bekannt für seine Fähigkeiten als Schlagzeuger in den Musikrichtungen R&B und Pop und als Schlagzeuger für Usher und Ariana Grande.

## Leben
Aaron Spears wuchs in einer afroamerikanischen, strenggläubigen christlichen Familie auf. Sein Interesse an Musik wurde in den Gottesdiensten einer pfingstlichen Kirche geweckt, wo er verschiedenste Musikinstrumente kennenlernte.
In einer Schulband bekam Aaron Spears zum ersten Mal die Möglichkeit, Schlagzeug zu spielen. Als er 15 war, sammelte er Erfahrungen bei Vinnie Colaiuta und trat dessen erster Band bei. Als Spears 23 Jahre alt war, trat er einer christlichen Gruppe namens Gideon Band bei. Er wurde aufgrund seines Könnens immer bekannter und fiel bei Fachleuten auf. Etwas später trat er dem Funk Rock Orchestra bei, welches Usher gehörte. Aaron Spears trat auf Tourneen mit Usher in Erscheinung und wirkte bei Ushers viertem Album Confessions (2004) mit.
Als Haupteinflüsse nannte er Schlagzeuger wie Travis Barker, Dave Weckl, Steve Smith, Stewart Copeland, Papa Jo Jones und andere talentierte Schlagzeuger. Spears brachte außerdem im Oktober 2009 ein Lehrvideo mit dem Titel Beyond The Chops: Groove, Musicality and Technique heraus. Er wurde unter anderem von Schlagzeugherstellern wie Zildjian, Remo und Vic Firth gesponsert.
Spears starb am 30. Oktober 2023 im Alter von 47 Jahren.

## Zusammenarbeit und Mitwirkung
Spears spielte unter anderem mit Chrisette Michele, Chamillionaire, David Cook, Lil Wayne, Carrie Underwood, Jordin Sparks, Chaka Khan, Adam Lambert, den Backstreet Boys und Alicia Keys. Er wirkte bei Saturday Night Live, und den Grammy Awards 2004 und 2005 sowie American Idol mit.